# 廖本懷
廖本懷，CBE，JP（1929年10月29日—），香港建築師，生於日屬臺灣臺南州虎尾郡（今雲林縣），曾任英屬香港政務司、房屋司等職。他是首位出任政務司一職的華人。

## 簡歷

### 早期經歷
1929年10月廖本懷生於日治台灣臺南州虎尾郡（現為雲林縣治地區），是其家族在台定居後的第六代後人，屬西螺七嵌後代，也與原籍當地、後來被國府招降的臺灣共和國臨時政府大統領廖文毅為遠親。其父廖學昆為台灣近體詩詩人，並於二戰結束後擔任首任官派西螺鎮鎮長。廖本懷位於西螺鎮延平路的祖居建於明治41年（1908年），為西螺的街屋中歷史最悠久的建築。
廖本懷早年在台北生活，於台灣修畢基礎教育，即於臺北市立建國高級中學完成高中二年級課程後，廖學昆原欲送其至美國留學，後因親戚推薦而於1947年讓他入讀英屬香港的聖若瑟書院就讀。廖本懷原只熟悉台語、國語與日語，後在香港開展其學習生涯時才開始學習英語和粵語。其後，廖本懷入讀香港大學新開辦的建築系，在學期間曾擔任該系學會主席，並於1955年以乙級榮譽建築工程系畢業，是第一批獲頒授建築學學士的學生。他於1957年獲英國文化協會的獎學金保送至英國杜倫大學修讀園境建築。1958年，他回港擔任香港大學講師助教。

### 政務生涯
1960年，廖本懷加入香港政府，並在屋宇建設處負責參與新建屋計劃中的樓宇設計，其中在多個大廈內設的通風條設計也是由他首創。例如設計馬頭圍邨、和樂邨、福來邨及華富邨等早期公共屋邨。他利用其專業園景知識致力改善香港當時差劣的公共房屋狀況，其設計的公屋有着與自然環境的配合，園林與建築並重。例如他曾於1963年擔任華富邨的主建築師，華富邨的建築配合依山面海的地勢而高低有序，廖本懷因而讓大部分的單位都可以面海，並以首創的雙塔式大廈令平整地基工作較為方便。由於華富邨的設計優良，因而使其設計成為香港公共房屋中的經典之作。1968年，他升任屋宇建設處處長。1973年，他成為首任房屋署署長，並推行居者有其屋計劃，吸引收入較高的公屋住戶購買居屋，以加快公屋流轉。他所創立的公共房屋制度，如前述的居屋、綠白表申請機制等沿用至今，令他有「公屋居屋之父」的稱號。1980年5月，廖本懷升任為房屋司，成為香港政府的主要官員之一。
1985年2月，廖本懷改任政務司一職，負責新界的行政事務。他亦同時於1980年起兼任立法局、1985年起兼任行政局官守議員。在任政務司期間，他亦於1987年起任中英聯合聯絡小組成員。1988年，香港園境師學會成立，廖本懷成為香港園境師學會第一位榮譽會員。他任職政務司四年半後，至1989年10月退休，職務由曹廣榮接任。1991年至1995年間，他任香港聯合交易所理事。1992年至1997年間，他獲中國中央人民政府委任為港事顧問。

## 代表作品

### 首創
- 雙塔式大廈
- 舊長型大廈（屋建會舊式標準單位設計、54平方米單位設計）

### 主要項目規劃及設計
- 馬頭圍邨（全邨）
- 和樂邨（新安樓、居安樓、恆安樓）
- 福來邨（永嘉樓、永康樓、永泰樓、永樂樓）
- 華富邨（全邨）
- 愛民邨（全邨）
- 象山邨（全邨；房委會成立後唯一參與進行項目設計的公共屋邨）

## 家庭
1963年，廖本懷與袁經綿結婚。袁經綿是一位芭蕾舞蹈家，亦為毛妹芭蕾舞學校之創辦人。兩人育有2子1女，長子廖宜康也是一位建築師，次子廖宜建是現任滙豐亞洲及中東地區聯席行政總裁。

## 榮譽
- J.P.
- O.B.E
- C.B.E